# Diócesis de Newport
La diócesis de Newport o de Neoportus (en latín: Dioecesis Neoportensis y en inglés: Roman Catholic Diocese of Newport) fue una circunscripción eclesiástica de la Iglesia católica en el Reino Unido. Se trataba de una diócesis latina, sufragánea de la arquidiócesis de Birmingham. Fue suprimida el 7 de febrero de 1916 y restaurada como diócesis titular en 1969. Desde el 5 de enero de 2023 su obispo titular es Michael John Izen.

## Territorio y organización
La diócesis extendía su jurisdicción sobre los fieles católicos de rito latino residentes en los condados de Glamorgan y Monmouthshire (ambos en Gales) y Herefordshire (en Inglaterra). Inicialmente el vicariato apostólico del Distrito de Gales comprendía el Monmouthshire, Herefordshire y el Principado de Gales. Cuando se convirtió en la diócesis de Newport y Menevia su territorio se redujo a Ceredigion en el condado de Cardiganshire, y los condados de Brecknockshire, Carmarthenshire, Glamorgan, Pembrokeshire, Radnorshire, Monmouthshire y Herefordshire. 
La sede de la diócesis se dispuso que debía encontrarse en Newport, pero la procatedral era la iglesia de San Miguel y Todos los Ángeles en el monasterio de Belmont, de la Orden de San Benito, cerca de Hereford, hoy perteneciente a la arquidiócesis de Cardiff-Menevia. El monasterio fue construido a partir del 15 de febrero de 1854 por Francis Richard Wegg-Prosser, un terrateniente convertido al catolicismo en 1852. A partir de 1857, se le sumaron los edificios monásticos benedictinos, que desde el 21 de noviembre de 1859 constituyen un priorato. El 4 de septiembre de 1860 se consagró como priorato catedralicio.
En 1910 existían 5 decanatos.

## Historia

### Vicariato apostólico del Distrito de Gales
El vicariato apostólico del Distrito de Gales fue erigido el 3 de julio de 1840 mediante el breve Muneris Apostolici del papa Gregorio XVI, tomando el territorio del vicariato apostólico del Distrito Occidental (hoy diócesis de Clifton).
El vicario apostólico residía fuera del territorio vicarial, en el colegio de San Gregorio Magno adjunto a la abadía de Downside en Somerset. En 1843 el distrito tenía 5600 católicos y 20 sacerdotes.

### Diócesis de Newport y Menevia
El 29 de septiembre de 1850 mediante el breve Universalis Ecclesiae del papa Pío IX, el vicariato cedió una parte de su territorio para la erección de la diócesis de Shrewsbury y al mismo tiempo fue elevado a diócesis, asumiendo el nombre de la diócesis de Newport y Menevia (Neoportensis et Menevensis). Originalmente era sufragánea de la arquidiócesis de Westminster. La diócesis tenía un capítulo monástico, que mediante un decreto de la Congregación de Propaganda Fide del 21 de abril de 1852, debía consistir en monjes de la Congregación Benedictina Inglesa residentes en la ciudad de Newport. Como la congregación no pudo establecer una casa en Newport, la Santa Sede dio permiso para que los miembros del capítulo residieran en el monasterio de Belmont, cerca de Hereford. El capítulo está compuesto por un prior de la procatedral y 9 canónigos.

### Diócesis de Newport
El 4 de marzo de 1895 cedió otra porción de su territorio para la erección del vicariato apostólico de Gales (luego diócesis de Menevia) mediante el breve De animarum salute del papa León XIII y al mismo tiempo asumió el nombre de diócesis de Newport.
El 28 de octubre de 1911 pasó a formar parte de la provincia eclesiástica de la arquidiócesis de Birmingham.
El 7 de febrero de 1916, mediante la bula Cambria celtica gentis del papa Benedicto XV, fue elevada al rango de arquidiócesis metropolitana y asumió el nombre de arquidiócesis de Cardiff (hoy arquidiócesis de Cardiff-Menevia) debido al traslado de la sede del arzobispado de Newport a Cardiff.

### Diócesis titular
Desde 1969 Newport figura entre las sedes episcopales titulares de la Iglesia católica como diócesis de Newport o de Neoportus. Desde el 5 de enero de 2023 su obispo titular es Michael John Izen, obispo auxiliar de la arquidiócesis de Saint Paul y Mineápolis.

## Episcopologio

### Vicarios apostólicos del Distrito de Gales
- Thomas Joseph Brown, O.S.B. † (5 de junio de 1840-12 de abril de 1880 falleció)[nota 3]
- John Cuthbert Hedley, O.S.B. † (18 de febrero de 1881-29 de septiembre de 1850 nombrado obispo diocesano)[nota 4]

### Obispo de Newport y Menevia
- John Cuthbert Hedley, O.S.B. † (29 de septiembre de 1850- 4 de marzo de 1895 sede renombrada) 11 de noviembre de 1915 falleció)

### Obispo de Newport
- John Cuthbert Hedley, O.S.B. † (4 de marzo de 1895-11 de noviembre de 1915 falleció)

### Obispos titulares
- Fulton John Sheen † (6 de octubre de 1969-9 de diciembre de 1979 falleció)
- Howard George Tripp † (20 de diciembre de 1979-3 de octubre de 2022 falleció)
- Michael John Izen, desde el 5 de enero de 2023